# سالم نواف الأحمد الصباح
سالم نواف الأحمد الجابر الصباح (مواليد 1960) عسكري برتبة فريق بوزارة الداخلية الكويتية، وهو الابن الرابع من أبناء أمير الكويت السادس عشر الشيخ نواف الأحمد الجابر المبارك الصباح.

## مناصبه
أُعلنَ عن تعيين سالم نواف الصباح رئيسًا لجهاز أمن الدولة الكويتي يوم 14 سبتمبر عام 2020، وكان قبل ذلك وكيلًا لوزارة الداخلية لشؤون أمن الحدود، كما كانت له مناصب قيادية بوزارة الداخلية الكويتية.